# Абитанти
Абитанти (словен. Abitanti, итал. Abitanti) је насељео место у општини Копар у покрајини Приморска која припада Обално-Крашкој регији у Републици Словенији. 

## Име
Име места је италијанског порекла,. Заједничка именица Абитанти у смислу  „становници“ изведена је од глагола итал. abitare што значи становати. У документима насеље се између 1763—1787. помиње као Обитанти.

## Географија
Абитанти се налазе у југоисточном делу Шарвинског брда на гребену изнад долине потока Малинске, уз границу са Хрватском. Место се састоји од једне истоимене улице Абитанти. Због удаљености становништво је отишло, углавном у приморска места. 
Насеље површине 4,9 км², налази се на надморској висини од 417,5 метара. То је у великој мери напуштено село са само 12 сталних становника, али у мају оживи, када је домаћин Међународна колонија ликовних уметности. Већина сеоских објеката су веома интересантни са архитектонске тачке гледишта и заштићени су као културна добра. Од 1987. Абитанти су проглашени спомеником културе од локалног значаја и уписано је у словеначки Регистар непокретног културног наслеђа.

## Становништво
По пиопису становништва из 2011. године Абитанти су имали 16. становника.
| Број становника по пописима | Број становника по пописима | Број становника по пописима |
| --------------------------- | --------------------------- | --------------------------- |
| 1991                        | 2002                        | 2011                        |
| 14                          | 12                          | 16                          |